# 第16回先進国首脳会議
第16回先進国首脳会議（だい16かいせんしんこくしゅのうかいぎ）は1990年7月9日から11日までアメリカ合衆国のテキサス州ヒューストンで開催された先進国首脳会議。通称:ヒューストン・サミット。ヒューストンのライス大学キャンパスやヒューストン博物館美術館地区（ヒューストン・ミュージアム・ディストリクト）が会場となった。

## 出席首脳

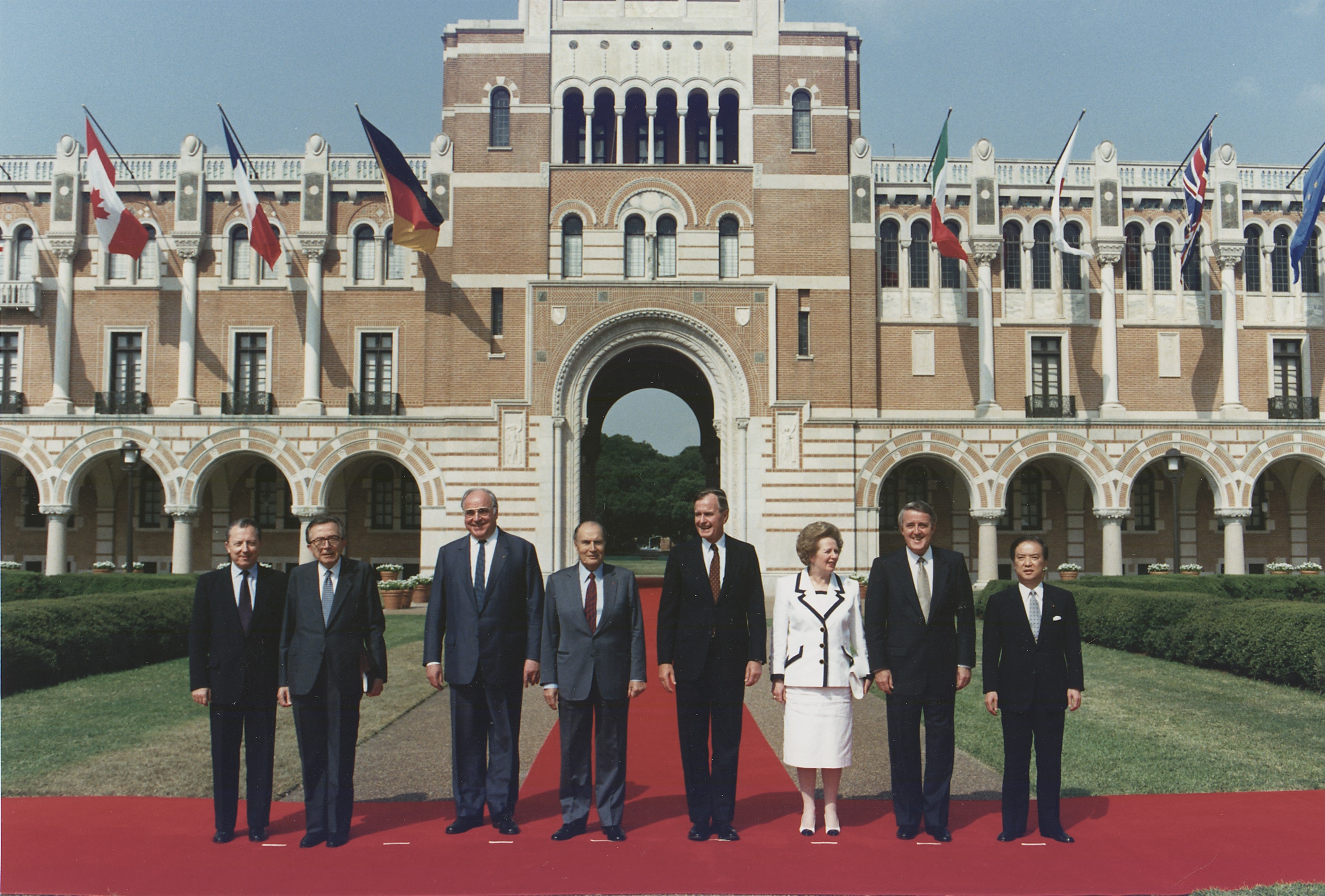
ヒューストン・サミット参加の各国首脳　左からジャック・ドロール、ジュリオ・アンドレオッチ、ヘルムート・コール、フランソワ・ミッテラン、ジョージ・H・W・ブッシュ、マーガレット・サッチャー、ブライアン・マルルーニー、海部俊樹（1990年7月9日ライス大学で撮影）

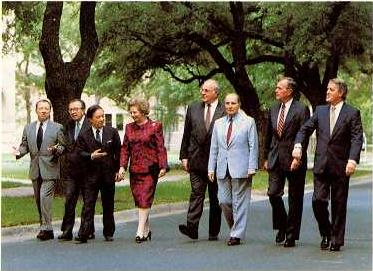
談笑する首脳

### 参加者
- ジョージ・H・W・ブッシュ（議長・アメリカ合衆国大統領）
- フランソワ・ミッテラン（フランス共和国大統領）
- マーガレット・サッチャー（イギリス首相）
- ヘルムート・コール（西ドイツ首相）
- 海部俊樹（日本国内閣総理大臣）
- ジュリオ・アンドレオッチ（イタリア首相）
- ブライアン・マルルーニー（カナダ首相）
- ジャック・ドロール（欧州委員会委員長）

内閣総理大臣海部俊樹にとってのサミットデビューとなった

## 議題

### 7月9日
今サミットのホストであるブッシュ大統領は、最初の公式会議が予定されている前夜に非公式に首脳会談を開いた。その場で、ブッシュはロデオとバーベキューを主催した。これは各国首相との親睦を深める目的であった。

### 7月10日
公式の開会式は、ライス大学校内で開催された。首脳陣はエアコンが床に組み込まれたプラットフォームに立っていたものの、気温が非常に高く気休め程度でしかなかった。
各リーダーによる最初のスピーチの終わりに、グループは建物の「ファウンダーズルーム」での最初の作業セッションのために移動した。会談は約2時間続いた。
この日の夕食では、ホストであるブッシュが直々に選別した3人のプレミアシェフが食事を準備した。

### 7月11日
重要な国際問題についての会談に加えて、各国首脳はヒューストンの美術館でディナーを楽しんだ。

### 問題
経済サミットに出席する各リーダーは、一緒に働くグループが取り組む必要のある優先順位について、少し異なる見方をしていた。
サミットは、メンバー間の違いを解決するための場として意図された。実際問題として、サミットは、メンバーが困難な経済的決定に直面して互いに励まし合う機会としても活用された。 このサミットで議論された問題には以下が含まれる。
- 国際経済状況
- 国際通貨の開発と政策
- 国際取引システム
- 直接投資
- 輸出クレジット
- 中央および東ヨーロッパの改革
- ソビエト連邦
- 発展途上国
- 第三世界の債務
- 環境
- 麻薬

## 首脳肖像

### G7コアメンバー

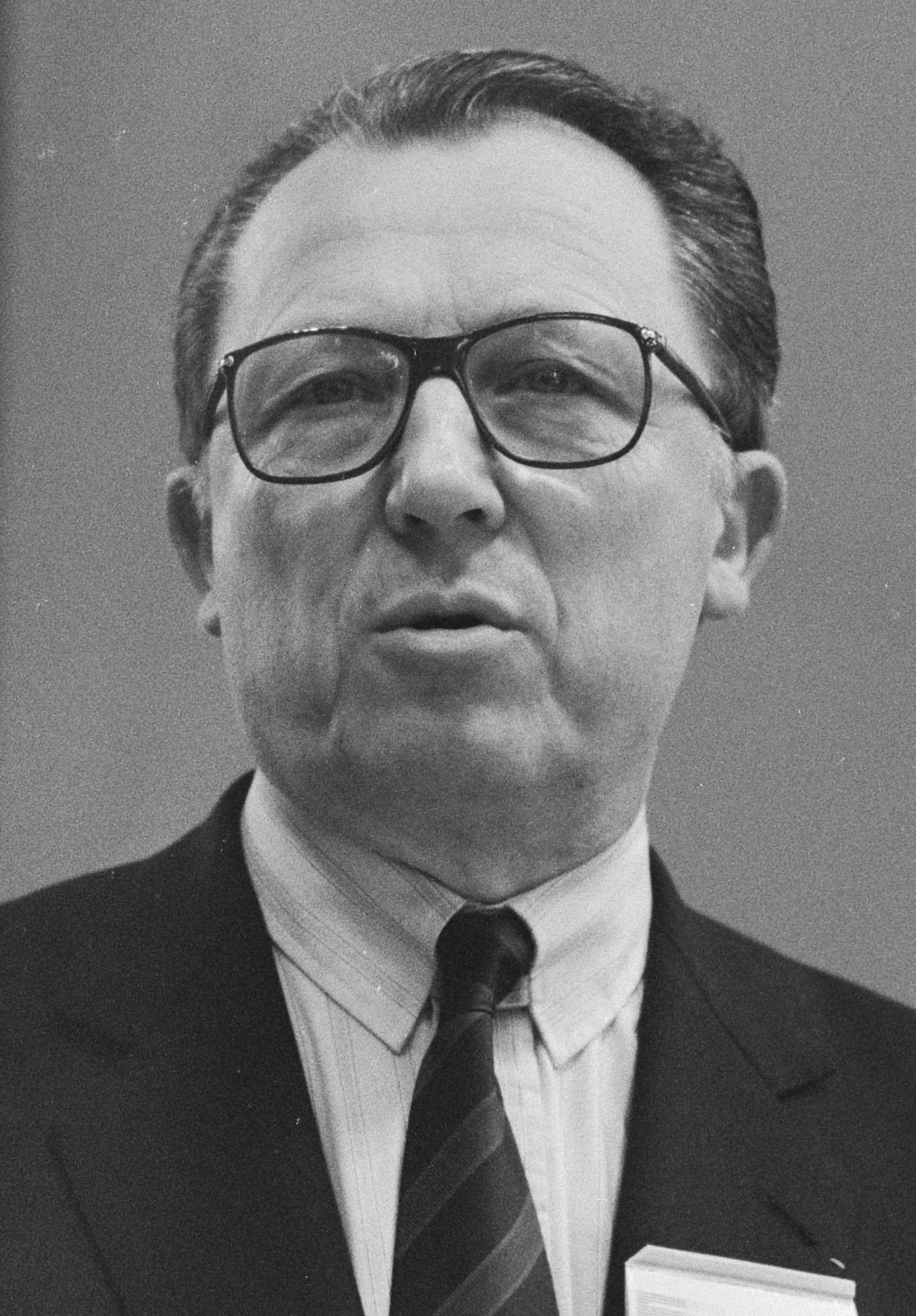
欧州連合 ジャック ドロール, 欧州委員会委員長

カナダ ブライアン マルルーニー, カナダ首相
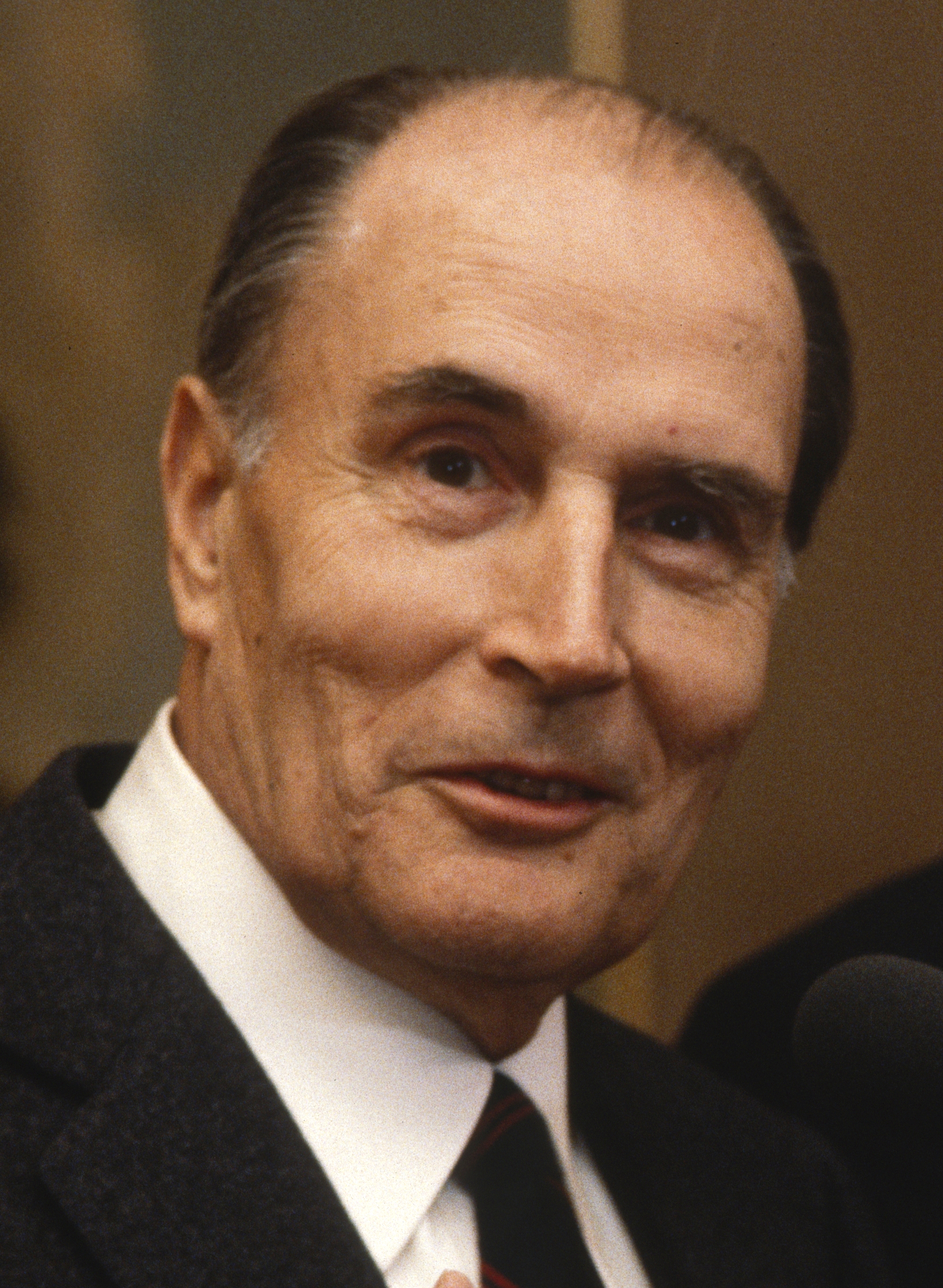
フランス フランソワ ミッテラン, フランス大統領
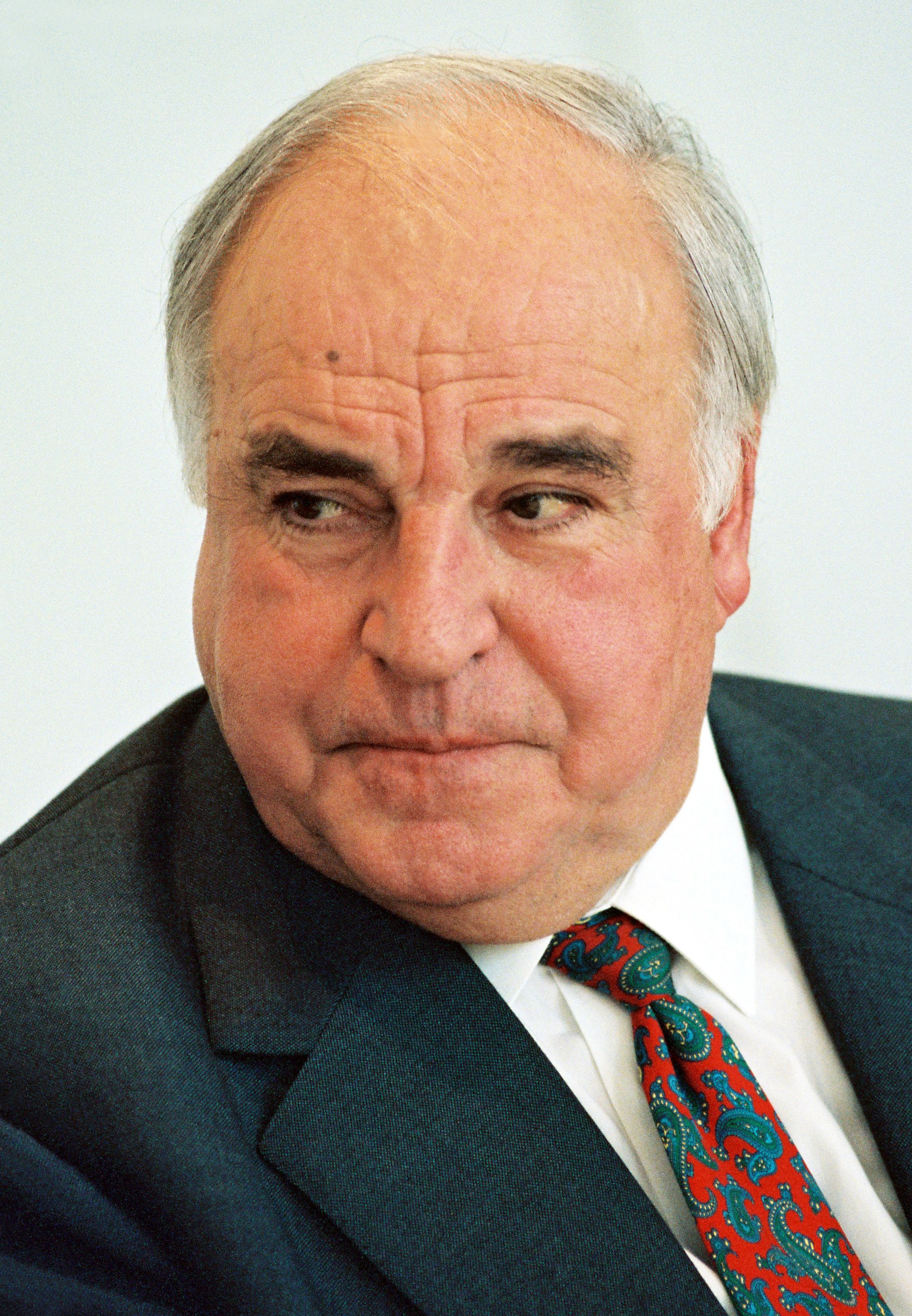
西ドイツ ヘイルムート コール, 西ドイツ首相
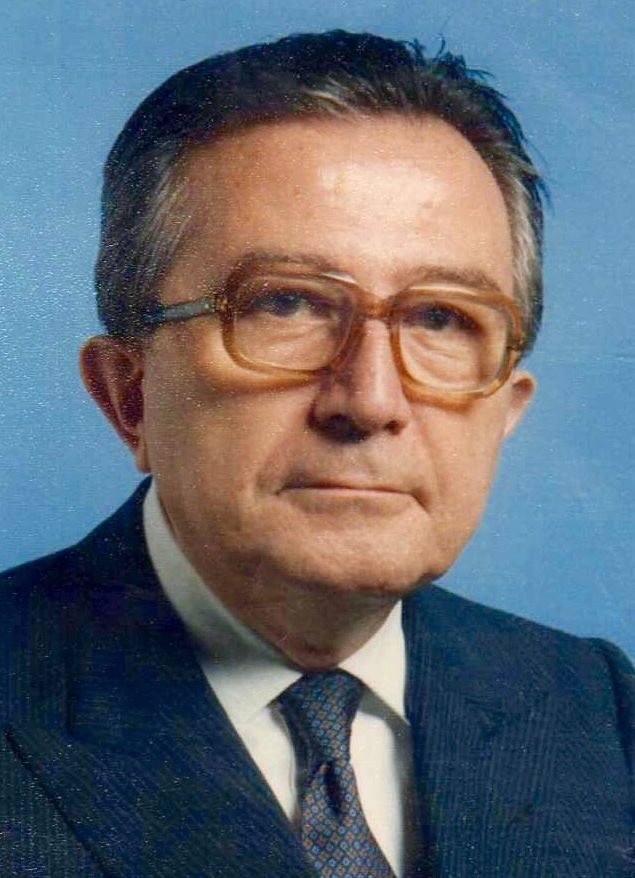
イタリア ジュリオ アンドレオッチ, イタリア首相
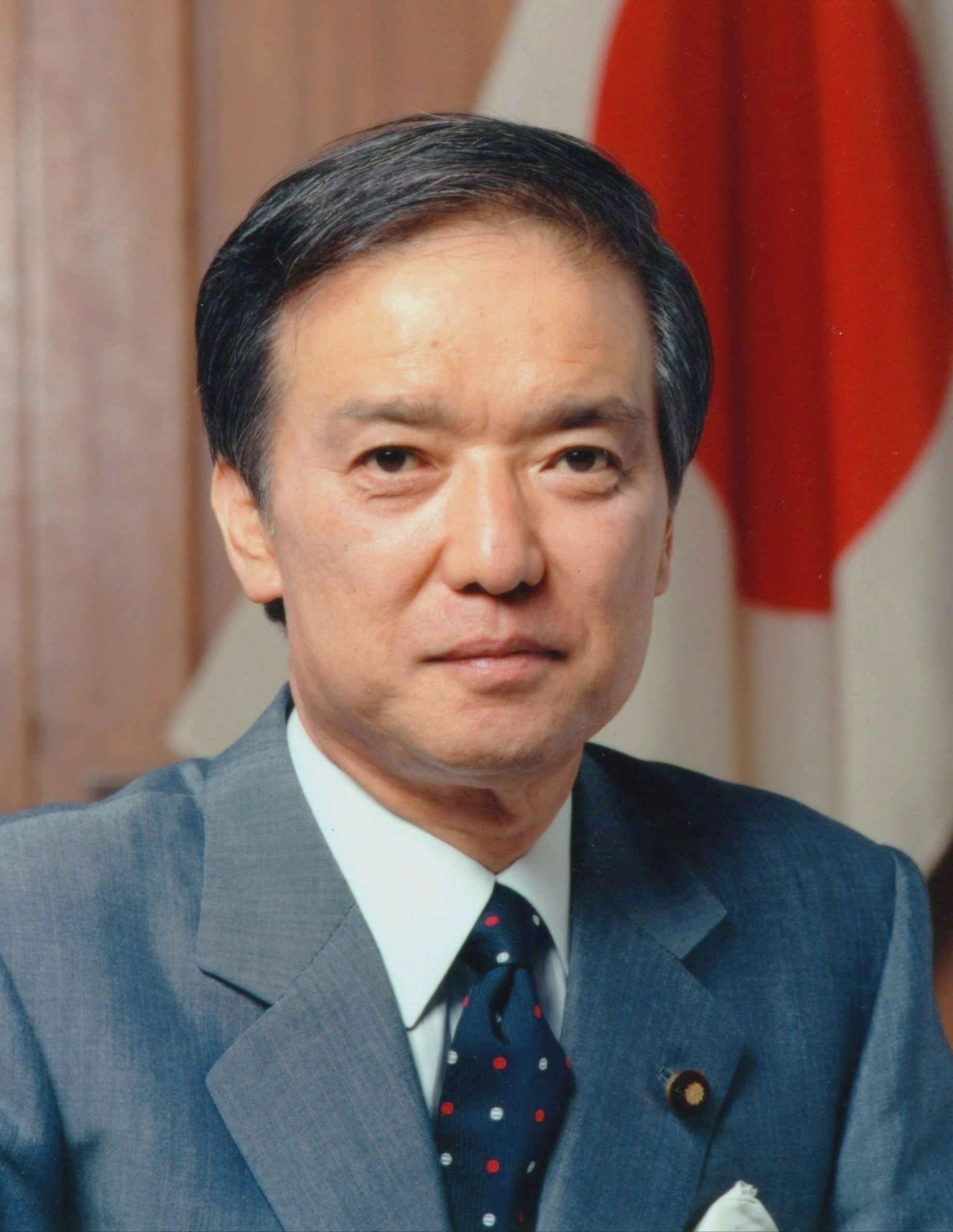
日本国 海部俊樹, 内閣総理大臣
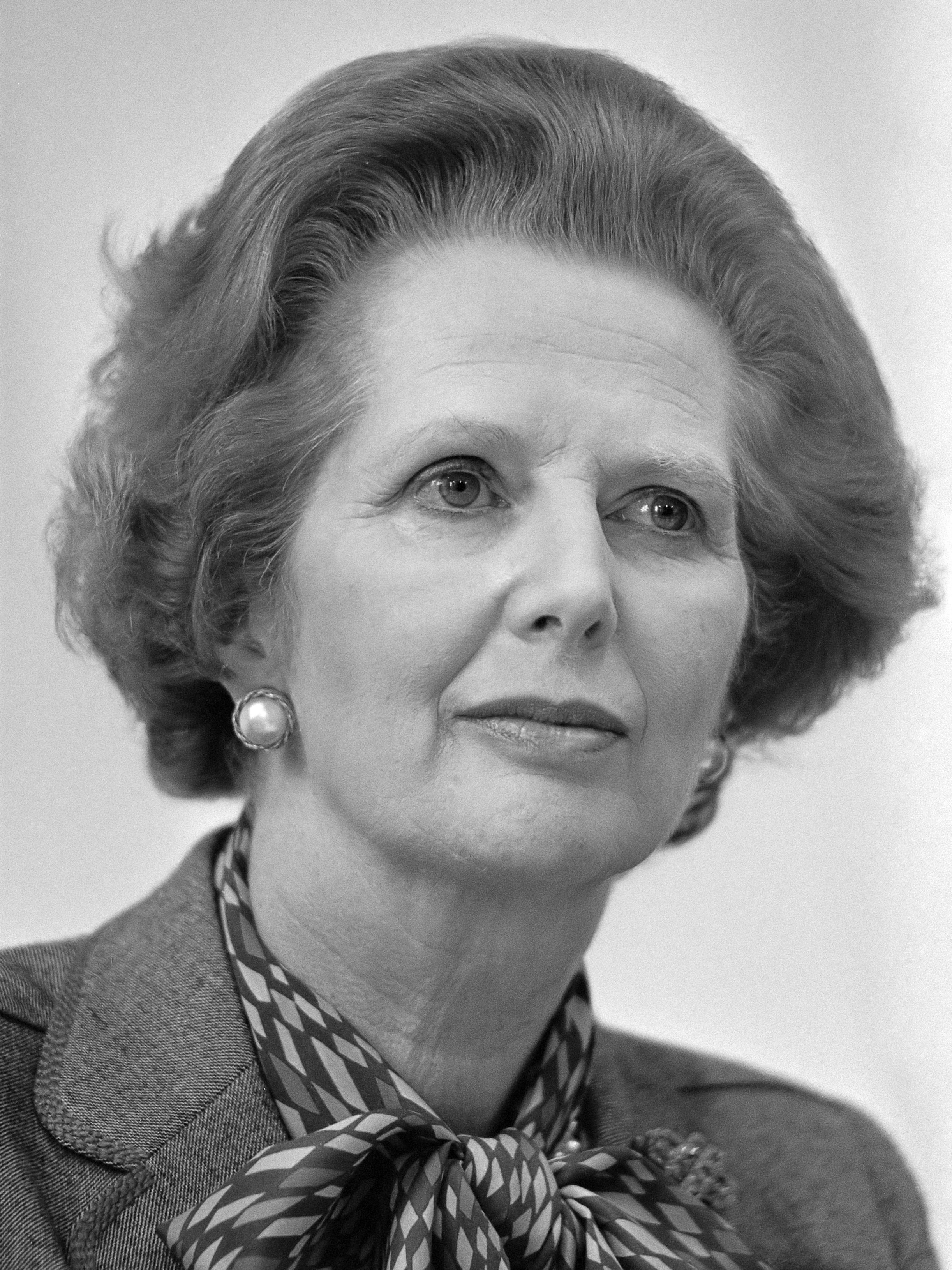
英国 マーガレット サッチャー, 英国首相
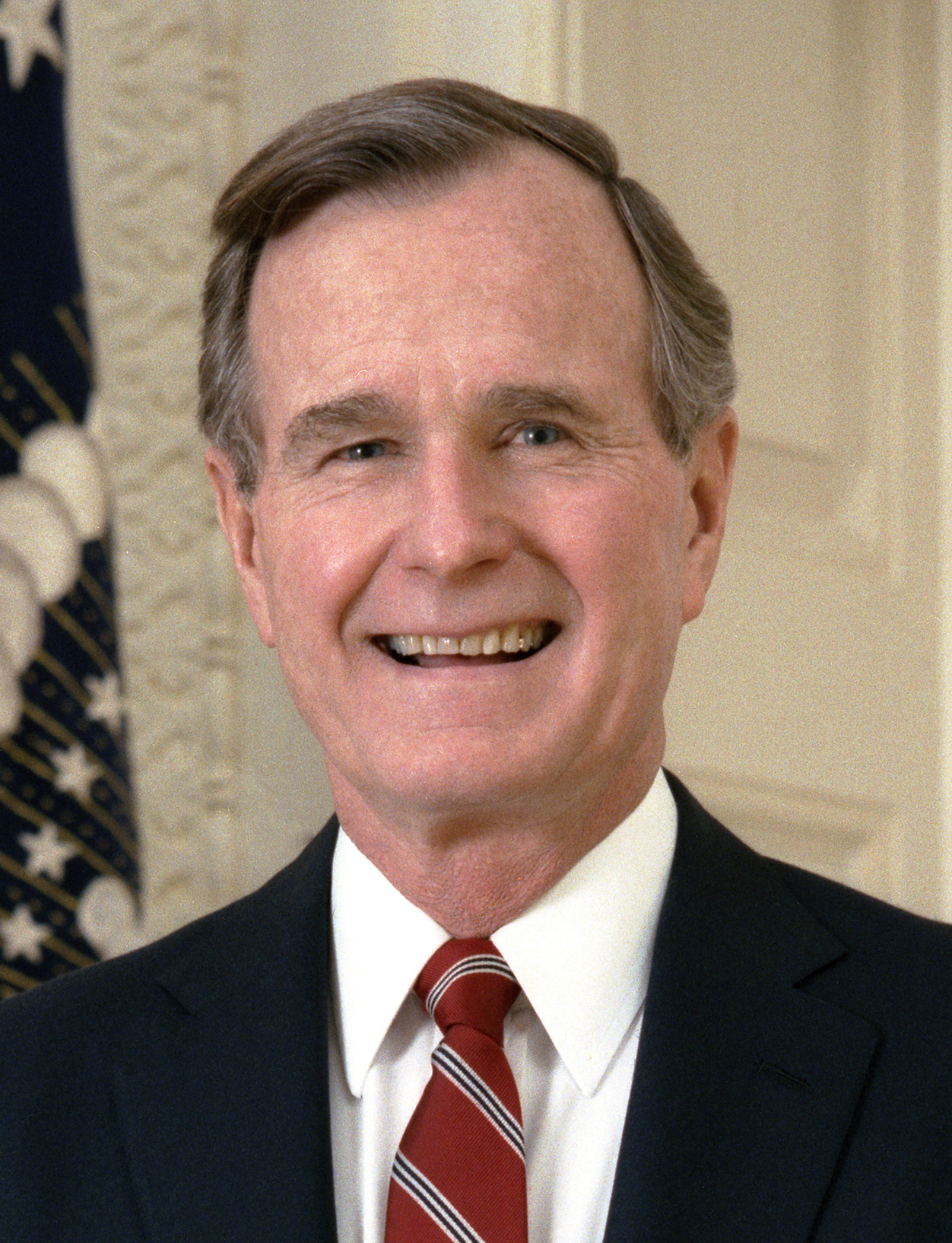
米国 ジョージ・H・W・ブッシュ, 合衆国大統領  (ホスト)

- 欧州連合
ジャック ドロール,
欧州委員会委員長